# Šagarakti-šuriaš
Šagarakti-Šuriāš (Ša-ga-rak-ti Šur-ia-aš, Šagarakti-Šurijāš, Schagarakti-Schuriasch) war als Sohn von Kudur-Enlil I. 1245 bis 1233 v. Chr. ein König von Babylonien aus der kassitischen Dynastie.
Aus Aššur ist die Abschrift eines Lapislazuli-Siegels von Šagarakti-Šurijāš überliefert. Es trug die Aufschrift „Siegel des Šagarakti-Šurijāš, König der Gesamtheit“. Nachdem es Tukultī-Ninurta I. erbeutet hatte, ließ er es mit der entsprechenden Inschrift versehen: „Tukultī-Ninurta, König der Gesamtheit, Sohn des Šulmānu-ašarēd, des Königs von Assyrien. Beutestück aus Babylon“. Das Siegel gelangte in der Folge als Geschenk zurück nach Babylonien und wurde schließlich von Sanherib in neu-assyrischer Zeit wiederum erbeutet.
Kassitische Lapislazuli-Siegel wurden auch in Theben in Griechenland entdeckt.

## Herrschaft
Šagarakti-Šurijāš war vermutlich noch minderjährig, als er auf den Thron kam. Aus seiner Regierung sind nur wenige Berichte überliefert. Nach Wirtschaftstexten aus Nippur scheint sich Babylonien jedoch in wirtschaftlichen Schwierigkeiten befunden zu haben, zahlreiche Bürger begaben sich in Schuldknechtschaft.
Bei seinem Tode nach zwölf Regierungsjahren hinterließ er einen minderjährigen Sohn Kaštiliaš IV., der eine leichte Beute der assyrischen Aggression wurde.

## Bauten
Šagarakti-Šurijāš erbaute zahlreiche Tempel, unter anderem in Dur Kurigalzu, Nippur und, nach einer Inschrift von Nabonid, den Ebabbar und den Eulmaš-Tempel in Sippar. Die Götter Nušku und Enlil, der Reichsgott der späten Kassiten, scheinen ihm besonders am Herzen gelegen zu haben.

## Name
Nach dem Babylonisch-Kassitischen Wörterbuch ist Šagarakti mit napšaru zu übersetzen, Šurijāš entspricht vermutlich dem Sonnengott Šamaš. Jaritz will daher einen aus Dur Kurigalzu belegten König Ātanaḫ-Šamaš  mit Šagarakti-Šuriaš gleichsetzen. Von diesem sind allerdings mindestens 15 Regierungsjahre belegt.